# Koninklijke Belgische Roeibond
De Koninklijke Belgische Roeibond (KBR), in het Frans Fédération royale belge d'aviron (FRBA), is de overkoepelende sportbond in België voor roeiers.
Deze nationale roeibond is medestichter van FISA, de oudste Olympische sportbond ter wereld. De bond heeft onder zijn leden de Vlaamse Roeiliga en de Ligue Francophone D'Aviron. De bond is tevens het officiële selectieorgaan naar onder andere FISA - Europese kampioenschappen roeien en Wereldkampioenschap roeien en het Belgisch Olympisch en Interfederaal Comité. De bond is medeorganisator van het jaarlijkse nationale roeikampioenschappen in het overheidsdomein en sportkampencomplex Hazewinkel bij Willebroek.
Sinds het ontwikkelen van de culturele autonomie van gemeenschappen en gewesten binnen de federale staatsstructuur van België in de zeventiger jaren van de 20ste eeuw heeft de nationale bond minder macht en is vooral een (belangrijke) tussenschakel van regionale werkingsmiddelen naar deelnames van ploegen onder de Belgische vlag in het buitenland. De functie van voorzitter is nu een eerder ceremoniële, maar erg gerespecteerde functie gebleven. De invloed en de uitstraling van de federale Belgisch roeibond gaat trouwens elk jaar meer de goede richting uit.